# Global Snow Leopard & Ecosystem Protection Program
Global Snow Leopard & Ecosystem Protection Program je mezivládní iniciativa, jejímž cílem je ochrana irbisa (Panthera irbis) napříč jeho areálem výskytu.
Základy programu byly položeny na konferenci v kyrgyzském Biškeku v říjnu 2013. Dvoudenní konference svolané na popud kyrgyzského prezidenta Almazbeka Atambajeva se zúčastnili vysocí představitelé všech 12 zemí, do nichž areál výskytu irbisa zasahuje (Rusko, Kazachstán, Uzbekistán, Tádžikistán, Kyrgyzstán, Mongolsko, Čína, Bhútán, Nepál, Indie, Pákistán a Afghánistán). Výsledkem bylo podepsání společného dokumentu, který zavázal zúčastněné státy k řadě kroků, které by měly napomoci k účinnější ochraně irbisa v jeho přirozeném prostředí.
Zmíněné kroky zahrnují mimo jiné:
- mapování oblastí s výskytem irbisa s cílem vytipovat klíčové populace, zjistit jejich početnost a navrhnout co nejúčinnější způsoby jejich ochrany
- vytipování klíčových oblasti výskytu irbisa, zajištění jejich ochrany, vyloučení lidské destruktivní činnosti z těchto oblastí a zajištění jejich propojení přírodními koridory
- zvýšení zájmu lokálních komunit o zapojení do ochranných programů přijetím zákonů, jejichž aplikace komunitám při jejich aktivní spoluúčasti na ochraně irbisů bude přinášet prospěch
- důsledné stíhání a potírání pytláctví a nelegálního obchodu s ulovenými zvířaty
- podpora zapojení průmyslového a privátního sektoru do ochranných programů
- koordinace přeshraniční a regionální spolupráce při ochraně irbisů
- zvýšení zájmu administrativních orgánů i široké veřejnosti o ochranu irbisa prostřednictvím osvětových a vzdělávacích programů

Prvním cílem je vytipovat napříč areálem výskytu irbisa 20 zdravých populací a zajistit jejich ochranu. Tento cíl má být splněn do roku 2020.